# I. Jakab monacói herceg
I. Jakab monacói herceg 1689. november 21-én született, a normandiai Torigni-sur-Vire községben, Jacques Goyon de Matignon gróf és Charlotte Goyon de Matignon thorigny-i grófnő fiaként. (A Thorigny grófi címet eredetileg Charlotte örökölte az édesapjától, ám amikor férjhez ment, hitvese is automatikusan megkapta ezt a rangot.)

## Élete
Jakab 25 éves korában, 1715. október 20-án feleségül vette a 17 éves monacói trónörökösnőt, Grimaldi Lujza Hippolita hercegnőt. Kilenc gyermekük született frigyük 16 éve során, hat fiú (Antonio Károly, Honoré Kamill, Károly Ágost, Jakab, Ferenc Károly és Károly Móric) és három leány (Sarolta Teréz Natália, Lujza és Mária Franciska Teréz). Házasságuk nem bizonyult boldognak, mert Lujza tisztában volt vele, hogy férjének számos nővel volt viszonya a 16 együtt töltött évük alatt. Jakab szívesebben tartózkodott a francia királyi udvarban, Versailles falai között. A hercegnő apjának, I. Antoniónak halála után Jakab lett felesége társuralkodója, I. Jakab néven, 1731. február 20. és 1731. december 29. között. (Lujza 1731. december 29-én halt meg, himlő következtében. Jakab többé nem nősült újra.) Jakab az esküvőjük napján felvette hitvese családnevét. 1731 és 1733 között ő birtokolta a Valentinois 4. hercege címet is, mivel felesége húga, Erzsébet Sarolta, aki eredetileg ezt a rangot viselte, csupán háromévesen meghalt.
Felesége halála után kiskorú fiuk, a csupán 11 éves Honoré Kamill trónörökös herceg nevében mint kormányzó-régens, az anyai nagyapja, I. Antonio törvénytelen fia, Antoine Grimaldi lovag irányította Monacót 1732. május 20. és 1784. november 28. között. 1731. április 4-én Monaco újdonsült hercegnője, Lujza és férje, Jakab hazatért Párizsból, s népe nagy lelkesedéssel fogadta uralkodónőjét, ám amikor ritkán férjével együtt mutatkozott előttük, a herceg számára egyértelmű lehetett, hogy őt már közel sem szeretik annyira, mint hitvesét.
Felesége halála után még jobban elhanyagolta az államügyeket, s az elégedetlen monacói lakosság nyomására ő és elsőszülött fia, Honoré elhagyta az országot és Párizsba költözött 1732 májusában. A következő évben a herceg önként lemondott a trónról Honoré javára. Élete utolsó éveit Versailles-ban és Párizsban töltötte. Ugyancsak Versailles-ban történt akkoriban, hogy a megözvegyült Jakab számára felajánlották XIV. Lajos francia király és Madame Montespan unokájának, a 24 éves Maine kisasszonynak (Bourbon Lujza Franciska) a kezét. A hölggyel együtt hatalmas hozományt is adtak volna Jakabnak, ám a frigy végül mégsem jött létre.
A herceg állandó párizsi rezidenciája őutána kapta a Hôtel Matignon nevet. Az épület ma a francia miniszterelnök hivatalos rezidenciája. Utolsó éveiben Jakab a fiával, Honoré-ral együtt gyakori látogatója volt Versailles-nak.
Jakab herceg 1751. április 23-án, 61 éves korában hunyt el, Párizsban, a Hôtel Matignon-ban.

## Gyermekei
Jakab és Lujza Hippolita gyermekei:
1. Antonio Károly (1717. december 16. – 1718. február 4.), Baux márkija és Matignon grófja
2. Sarolta Teréz Natália (1719. március 19. – 1790), a Vizitáció nevű kolostor apácája lett Párizsban
3. Honoré Kamill (1720. november 10. – 1795. március 21.), III. Honoré monacói herceg néven Monaco későbbi uralkodóhercege, aki 1751-ben elvette a körülbelül 14 éves Brignole Mária Katalin groppoli-i márkinőt, aki két fiút szült neki frigyük mintegy 19 éve alatt, Honoré-t és József Jeromost. A házaspár 1770-ben vált el.
4. Károly Ágost (1722. január 1. – 1749. augusztus 24.), Carladés grófja
5. Jakab (1723. június 9. – 1723 júniusa)
6. Lujza Franciska (1724. július 15. – 1729. szeptember 15.), Baux úrnője
7. Ferenc Károly (1726. február 4. – 1743. december 9.), Thorigny grófja
8. Károly Móric (1727. május 14. – 1798. január 18.), ő 1749. november 10-én elvette Marie Christine de Rouvroy Mária Krisztinát, ám gyermekük nem született frigyük alatt.
9. Mária Franciska Teréz (1728. július 20. – 1743. június 20.), Estouteville úrnője